# Philopedon plagiatum
Philopedon plagiatum is een keversoort uit de familie van de snuitkevers (Curculionidae). De wetenschappelijke naam van de soort werd in 1783 als Curculio plagiatus gepubliceerd door Johann Gottlieb Schaller.